# Dia do Domínio Público
O Dia do Domínio Público comemora o momento em que os direitos autorais expiram no primeiro dia de cada ano. Os filmes, fotos, livros e sinfonias cujo termo de direitos autorais terminou tornam-se livres para o uso comum. O fim dos direitos autorais sobre esses trabalhos significa que eles entram no domínio público. Educadores, estudantes, artistas e fãs podem usá-los sem permissão nem pagamento. Os arquivos on-line podem digitalizar e torná-los totalmente disponíveis sem a ameaça de ações judiciais ou exigências de licenciamento.
A primeira menção conhecida do dia do domínio público foi em 2004 por Wallace McLean em contribuição para o fórum Canadian Digital Copyright. Desde então, ele vem publicando uma lista de autores, compositores, arquitetos e outros, cuja obra tem entrado no domínio público no Canadá.

## Domínio público
Quando uma obra entra no domínio público varia de acordo com a lei de cada país. Na maioria dos países, uma obra entra para o domínio público 50 ou 70 anos após a morte do autor a contar do dia 1º de janeiro após o seu falecimento. Após esse período, a obra passa a ser de domínio público e qualquer pessoa pode livremente utilizá-la.
No Brasil existem outras duas situações em que uma obra passa para o domínio público: quando o autor morre sem deixar herdeiros ou quando o autor é desconhecido, ressalvada a proteção legal aos conhecimentos étnicos tradicionais.
Como as leis de proteção ao direito autoral varia entre os países, é possível que uma obra entre no domínio público em um país e não em outro. Esse é o caso da obra Bolero. Composta por Maurice Ravel, essa obra entrou para o domínio público em 2016 na França, porém, nos Estado Unidos, ela ainda está protegida por copyright.
Nos Estados Unidos, graças o Ato de Extensão do Termo de Copyright (do inglês en:Copyright Term Extension Act ou CTEA), obras publicadas em 1923 e diante, ainda protegidas por direitos autorais em 1998, não entrará para o domínio público até 2019, exceto as obras não publicadas que segue a regra dos 70 anos após a mortel.
Uma emenda à lei de proteção dos direitos autorais na Austrália, em 2015, estendeu o período de proteção das obras ainda protegidas por copyright naquele ano. Anteriormente as obras eram protegida por até 50 anos após a morte do autor, o que foi alterado para 70 anos. Como resultado dessa mudança na lei, nenhuma obra entrará para o domínio público até 2026.
Os atos de extensão dos direitos autorais têm impedido cada vez mais que uma obra vire domínio público. Porém iniciativas privadas têm desenvolvido mecanismos que simulam alguns atributos do domínio público e criam zonas de liberdade:

Identidade visual do Google Livros em 2020

### Google Livros
A Google digitalizou milhares livros e permite, através de uma sistema de busca, pesquisar por todo seu conteúdo. A iniciativa não foi bem vinda por autores e editoras, o que rendeu processos a Google, visto que não tinha autorização para digitalizar e publicar as obras. Muitas dessas obras não eram mais publicadas ou os detentores dos direitos autorais não eram encontrados. Porém em 14 de novembro de 2013, o distrito do sudeste de Nova York emitiu um comunicado informando que as atividade da Google estavam protegidas pela doutrina do uso justo (do inglês fair use).
A iniciativa da Google trouxe muitos benefícios. Esses benefícios abrangem: 1) ajudar as pessoas a encontrarem eficientemente livros que "foram enterrados em arquivos de bibliotecas de pesquisas" 2) permitir aos estudiosos acompanhar a evolução da linguagem através da mineração de texto, 3) facilitar o acesso a livros para indivíduos com deficiência e populações desatendidas, 4) preservar livros através da digitalização - particularmente títulos mais antigos e frágeis, e 5) beneficiar os próprios autores e editores, gerando novas audiências e fluxos de receita.

CC-logo

### Acesso livre para o conhecimento
O movimento de acesso livre cria uma zona de liberdade que permite o acesso mundial ao conhecimento e cultura através da internet, o que garante significativamente acesso a obras protegidas por direitos autorais.
O movimento acesso livre começa com a escolha do autor. Ele permite que autores publiquem suas obras com certa liberdade de uso. Licenças, como as criadas pela organização sem fins lucrativos Creative Commons (CC), provê um meio de garantir essas permissões para o público.

### Obras órfãs
A chamada obra órfã é aquela sobre a qual os direitos autorais ainda são vigentes, mas que a) não se sabe com certeza se o autor está vivo, ou b) no caso de falecimento, se os setenta anos já transcorreram, e quem seria o herdeiro ou herdeiros dos direitos morais e patrimoniais da obra. Tais obras é um ótimo argumento para pedir reformas nas leis de direitos autorais e várias reformas tem acontecido ao redor do mundo.
Em 2012, a União Europeia passou uma nova Diretiva que permite a instituições públicas qualificadas digitalizar, preservar e disponibilizar obras órfãs em suas coleções de acordo com suas missões de interesse público. Contudo a Diretiva não permite uso das obras órfãs por outros grupos que poderiam fazer uso produtivo delas, tais como artistas, pesquisadores, educadores, ou iniciativas com fins lucrativos. Apesar da limitação, ela representa um importante passo para garantir o acesso a essas obras.
Canadá, Dinamarca, Finlândia, França, Hungria, Índia, Japão, Coréia e Reino Unido aprovaram uma variedade de soluções para obras órfãs. A China também está considerando uma reforma das obras órfãs.

## Celebrações

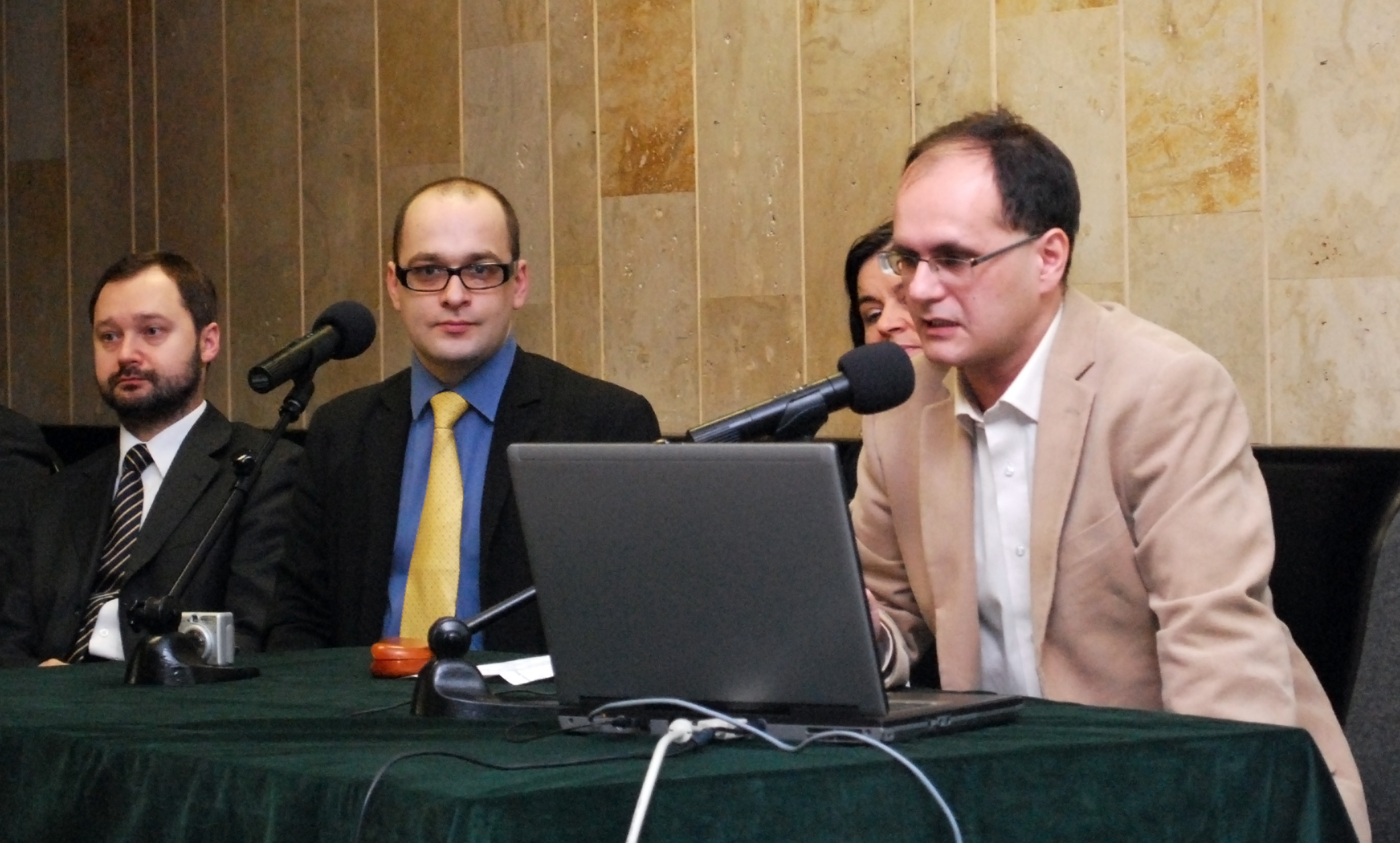
Celebração do Dia do Domínio Público em Varsóvia

Não é claro quando realmente o dia do domínio público passou a ser celebrado. A primeira menção que se tem conhecimento desse dia foi feita por Wallace McLean, um blogueiro, em contribuição para o fórum Canadian Digital Copyright'.
Atualmente existem diversos projetos que todo ano liberam uma lista do que entrará ou entraria em domínio público (entraria pois mudanças nas leis de direitos autorais podem estender o copyright das obras). O Projeto Gutemberg é um desses projetos, o qual tem feito menção ao dia do domínio público desde 2009. Um outro projeto encabeçado pelo Centro para o Estudo do Domínio Público da Escola de Direito da Universidade de Duke, localizada na Carolina do Norte, Estados Unidos da América, publica todos os anos um artigo sobre o dia do domínio público desde de 2010, celebrando as obras que entram para o domínio público. Creative Commons também tem celebrado o dia do domínio público por muitos anos.
Em janeiro de 2011, para celebrar o dia do domínio público, a Open Knowledge Foundation lançou o The Public Domain Review, uma revisão na web de obras que entraram no domínio público.
Em janeiro de 2012, foi anunciada uma celebração em Varsóvia, Polônia e pela primeira vez em Cracóvia), onde durante vários anos neste dia várias atividades foram organizadas por ONG’s do movimento cultura gratuita (como en:Koalicja Otwartej Edukacji e en:Open Society Institute) e outros apoiantes. Outros eventos de 2012 anunciados em todo o mundo:
- Suíça: Public Domain Jam, Zurique
- Israel: Celebração do dia do domínio público na Universidade de Haifa, Haifa
- Macedónia: Eventos e atividades promocionais no Domínio Público
- Itália:
  - La giornata del Pubblico Dominio, Turim
  - Festeggiamo il Giorno del Pubblico Dominio, Roma
  - Celebriamo il Giorno del Pubblico Dominio e Cultura Libera, Grosseto
- França: Journée du domaine public, Paris